# Elias Raymond
Elias Raymond, francoski dominikanec, * ?, † 31. december 1389, Avignon.
Med letoma 1367 in 1380 je bil mojster reda bratov pridigarjev (dominikancev).